# Boguszów-Gorce

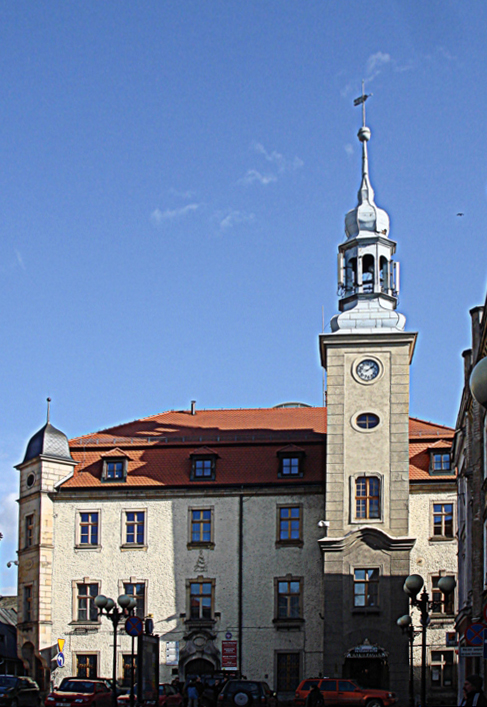

Boguszów-Gorce là một thị trấn thuộc Wałbrzyski, tỉnh Dolnośląskie ở miền tây nam Ba Lan. Thị trấn có diện tích 27 km². Đến ngày 1 tháng 1 năm 2011 dân số của thị trấn là 16064 người và mật độ 595 người/km².